# Hörby (Gemeinde)
Koordinaten: 55° 51′ N, 13° 40′ O

Hörby ist eine Gemeinde (schwedisch kommun) in der südschwedischen Provinz Skåne län und der historischen Provinz Schonen. Hauptort der Gemeinde ist Hörby.

## Geschichte

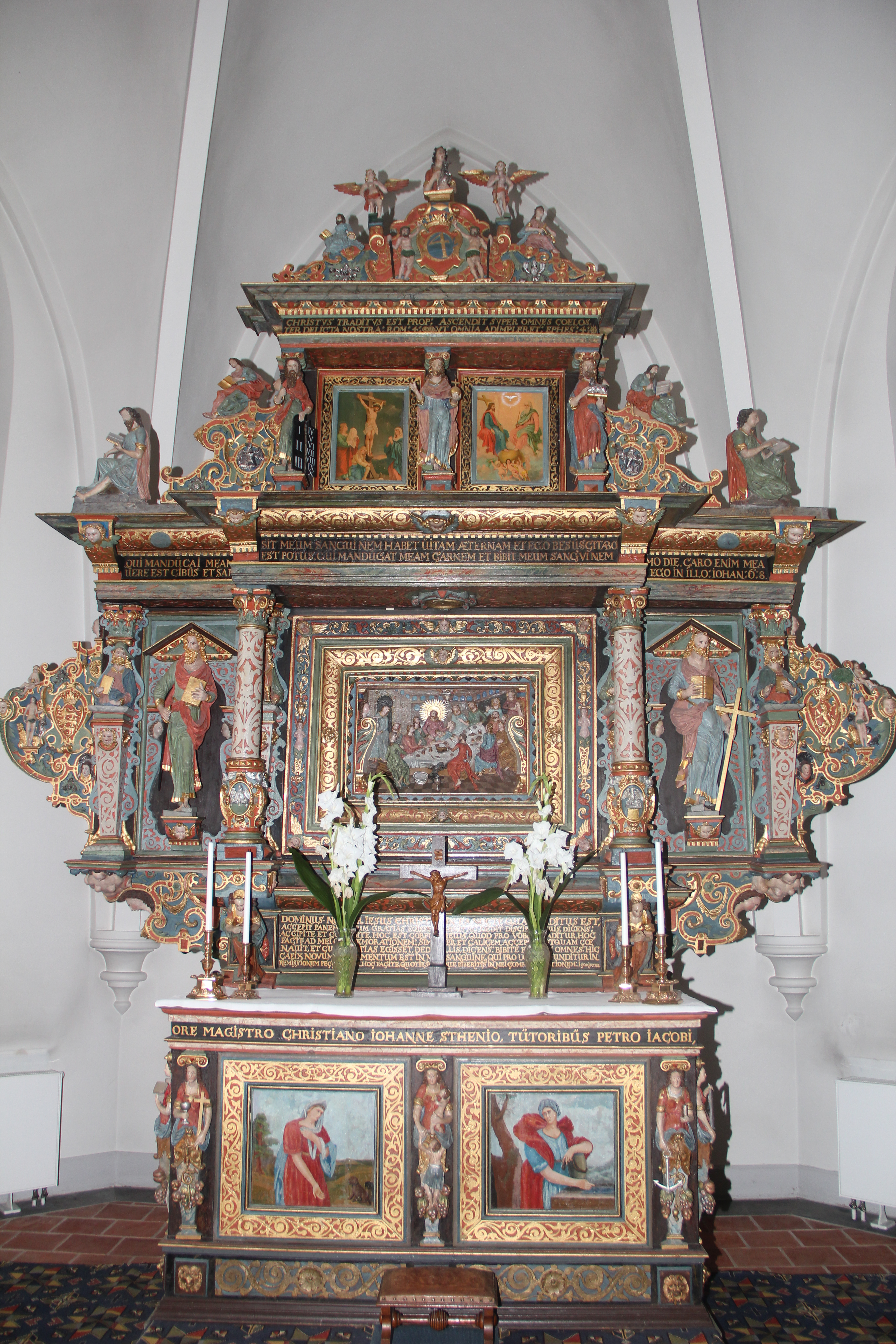
Innenansicht der Kirche von Hörby

Hörby entwickelte sich bereits im frühen Mittelalter zu einem Handelszentrum. Im 17. Jahrhundert erhielt der Ort einen Gasthof und im 18. Jahrhundert wurde er Marktort. Um 1880 wurde Hörby Eisenbahnknotenpunkt und dadurch zu einem bedeutenden lokalen Zentrum. Die Kirche stammt aus dem 12. Jahrhundert und wurde um 1890 umgebaut.
Hörby war im Medienfokus, als im Herbst 2018 erstmals in Schweden ein Bürgermeister der Schwedendemokraten hätte eingesetzt werden sollen. Dieser musste sich allerdings zurück zeihen wegen früherer Posts in Social Media.

## Kultur und Sehenswürdigkeiten

### Museen
Im Gerichtsgebäude befindet sich ein Museum.
Außerdem befindet sich nördlich des Ortes die Boarpsstugan.

### Bauwerke
Hörby ist vor allem als Standort einer großen Sendeanlage des schwedischen Rundfunks für Kurzwellenrundfunk bekannt. Über diese Anlage wird – wie über den Mittelwellensender in Sölvesborg – das Programm des schwedischen Auslandsdienstes verbreitet. Auf dem Areal der Sendeanlage befindet sich auch ein fast 300 Meter hoher abgespannter Sendemast für UKW-Rundfunk und TV. Im Gebäude des Senders befindet sich noch eine Ausstellungshalle.

### Naturdenkmäler
Die Hörby Weide ist Naturschutzgebiet und birgt Überreste aus der Eisenzeit

### Regelmäßige Veranstaltungen
Seit 1748 findet jedes Jahr am ersten Mittwoch und Donnerstag im Juli der Jahrmarkt von Hörby statt.

## Orte
Folgende Orte sind Ortschaften (tätorter):
- Hörby
- Ludvigsborg
- Osbyholm

## Persönlichkeiten

### In der Gemeinde Hörby geboren
- Wilhelm Flensburg (* 3. August 1819 in Södra Rörum, heute Hörby; † 31. Oktober 1897 in Lund), lutherischer Theologe und Bischof
- Victoria Benedictsson (* 6. März 1850 auf dem Gut Domme; † 21. Juni 1888 in Kopenhagen), Schriftstellerin

### Mit der Gemeinde Hörby verbunden
- Hilda Sjölin (1835–1915), Fotopionierin, eröffnete 1861 ihr eigens Fotostudio in Malmö und wurde dort als Fotografin für Stadtansichten eingesetzt. Sie war auch die erste die stereoskopische Bilder von Malmö anfertigte. Es ist nicht bekannt, dass sie nach 1870 noch aktiv war. 1900 zog sie nach Sätofta, ab 1910 lebt sie Hörby, wo sie 1915 starb.
- Stefan Borg (* 1954 in Örebro), literarischer Übersetzer und Verleger, lebt seit Anfang der 2000er-Jahre mit seiner Frau Margitt Lehbert und den gemeinsamen Kindern innerhalb der Gemeinde im Dorf Önneköp in dem Weiler Rugerup; Inhaber des seitdem im Ort ansässigen Buchverlags Nimrod Förlag AB
- Margitt Lehbert (* 12. Februar 1957 in Genf), deutsche literarische Übersetzerin und Verlegerin, lebt mit ihrem Mann Stefan Borg und den gemeinsamen Kindern innerhalb der Gemeinde im Dorf Önneköp in dem Weiler Rugerup; Leiterin der deutschen Reihe im Buchverlag ihres Mannes, die unter dem Namen Edition Rugerup erscheint